# アブラハムと三人の天使
『アブラハムと三人の天使』（アブラハムとさんにんのてんし、西: Abraham y los tres Ángeles, 英: Abraham and the Three Angels）は、17世紀スペイン・バロック期の巨匠バルトロメ・エステバン・ムリーリョが1670-1674年ごろ、キャンバス上に油彩で制作した絵画である。作品は1948年に購入されて以来、オタワにあるカナダ国立美術館に収蔵されている。

## 作品
『旧約聖書』中の「創世記」によれば、アブラハムは3人の予期しない訪問者を自宅に招き、歓待した。彼らは天使で、アブラハムの年老いた妻サラが奇跡的に彼の息子を身ごもり、ユダヤ人たちの始祖となることを伝えるために遣わされたのであった。キリスト教の伝統的な解釈では、この物語を『新約聖書』の出来事の予兆とし、3人の天使たちを三位一体であると見なす。この逸話はまた、慈悲の模範的な行いの例となっている。ムリーリョは天使たちを巡礼者として表し、アブラハムが彼らに自身の歓待の申し出を受け入れるよう謙虚に懇願する姿を描いている。家のない者に宿を提供することは、7つの慈悲の行いのうちの1つであった。 
本作は、セビーリャのエルマンダー・デ・ラ・カリダー (慈善兄弟団)施療院のために依頼された8点の絵画のうちの1点である。そのうちセビーリャに残っているのは4点のみで、『パンと魚の奇蹟』、『ホレブの岩にいるモーセ』、『病人を治療するハンガリーの聖エリザベト』、『病人を運ぶ神の聖ヨハネ』である。 カナダ国立美術館蔵の本作、そして『聖ペテロの解放』 (エルミタージュ美術館、サンクトペテルブルク) 、『ベトザタの池で足萎えを治すキリスト』 (ナショナル・ギャラリー・ロンドン) 、『放蕩息子の帰還』 (ワシントン・ナショナル・ギャラリー) はすべて、1810年にナポレオンの軍隊により略奪された作品である。
カリダー施療院のために制作された連作の主題は一般的に「慈愛」を表しているだけでなく、カリダー信徒会会長のミゲル・マニャーラが定めた信徒会の会則と一致している。その会則は信仰にもとづく積極的な慈善活動を誓約させるものであった。連作を描いた画家ムリーリョもまた信徒として、貧民街の病人の家を回ったり、カリダー施療院で病人の食事の世話をしていたのかもしれない。